# Pani de Monsoreau (serial telewizyjny 1997)
Pani de Monsoreau (Графиня де Монсоро) – 26-odcinkowy serial Władimira Popkowa, z 1997 roku na podstawie powieści Alexandre'a Dumasa pod tym samym tytułem.

## Obsada
- Gabriella Mariani — Diana Meridor, hrabina de Monsoreau
- Aleksandr Domogarow — hrabia Louis de Clermont Bussy d'Amboise
- Jurij Bielajew — hrabia de Monsoreau, wielki łowczy Francji
- Jewgienij Dworżeckij — Henryk III Walezy, król Francji
- Alieksiej Gorbunow  — Chicot, błazen królewski
- Jekatierina Wasiliewa — Katarzyna Medycejska, królowa matka
- Jurij Jakowlew — baron dde Meridor, ojciec Diany
- Władimir Dolinskij — mnich Gorenflot
- Oleg Isajew — Remy de Haoudouin, lekarz i przyjaciel Bussy'ego d'Amboise
- Nonna Griszajewa — Gertruda, służąca Diany
- Kirił Kozakow — Franciszek Walezjusz, książę andegaweński[1]